# Lijst van rijksmonumenten in Sinderen
De plaats Sinderen telt 8 inschrijvingen in het rijksmonumentenregister. Hieronder een overzicht.
| Object                                                            | Oorspronkelijke functie? | Bouwjaar     | Architect | Locatie                | Coördinaten?                  | Nr.?   | Afbeelding                                     |
| ----------------------------------------------------------------- | ------------------------ | ------------ | --------- | ---------------------- | ----------------------------- | ------ | ---------------------------------------------- |
| In de nabijheid van de kapel restanten van een oude kasteelaanleg | Weg                      |              |           | Rentmeesterlaan bij 2  | 51° 54' 3" NB, 6° 26' 46" OL  | 39087  | Meer afbeeldingen                              |
| Antoniuskapel                                                     | Kerk en kerkonderdeel    | 1662 (steen) |           | Kapelweg 38            | 51° 54' 12" NB, 6° 26' 58" OL | 39088  | Meer afbeeldingen                              |
| Maalderij De Nieuwe molen                                         | Industrie                | 1900         |           | Keurhorsterweg 5       | 51° 54' 56" NB, 6° 28' 43" OL | 515468 | Meer afbeeldingen                              |
| Schuur van Maalderij De Nieuwe molen                              | Opslag                   | 1933         |           | Keurhorsterweg bij 5   | 51° 54' 56" NB, 6° 28' 43" OL | 515469 | Schuur van Maalderij De Nieuwe molen           |
| Maalderij De Nieuwe molen, voormalig kippenhok                    | Boerderij                | 1933         |           | Keurhorsterweg bij 5   | 51° 54' 56" NB, 6° 28' 43" OL | 515470 | Maalderij De Nieuwe molen, voormalig kippenhok |
| Het Nieuw Kasselder                                               | Boerderij                | 1907         |           | Kasselderkerkpad 2     | 51° 55' 27" NB, 6° 28' 20" OL | 527401 | Meer afbeeldingen                              |
| Erfaanleg Het Nieuw Kasselder                                     | Boerderij                | 1907         |           | Kasselderkerkpad bij 2 | 51° 55' 27" NB, 6° 28' 19" OL | 529143 | Erfaanleg Het Nieuw Kasselder                  |
| Schuur bij Het Nieuw Kasselder                                    | Boerderij                | 1907         |           | Kasselderkerkpad bij 2 | 51° 55' 27" NB, 6° 28' 22" OL | 529144 | Schuur bij Het Nieuw Kasselder                 |